# 小野喬
小野 喬（おの たかし、1931年（昭和6年）7月26日 - ）は、体操競技の元オリンピック選手で、元鹿屋体育大学教授。秋田県能代市生まれ。現役時代は「鬼に金棒、小野に鉄棒｣と呼ばれたことで知られる。全日本体操競技選手権の個人総合で7回の優勝を誇り、オリンピックでも4大会連続で出場し、金メダル5つ、銀メダル4つ、銅メダル4つを獲得した。

## 経歴・人物
旧制・秋田県立能代中学校（現・秋田県立能代高等学校）、東京教育大学体育学部、慶應義塾大学法学部政治学科卒業。
東京教育大学では久保田正躬と学生寮で相部屋だった。同大学1年の時に高校教師だった父親を亡くす。同大学3年の時に1952年ヘルシンキオリンピックに出場し跳馬で体操競技では日本初となる銅メダルを獲得。1956年メルボルンオリンピックの鉄棒でひねり飛び越しを成功させ体操競技で日本人最初の金メダリストとなった。
慶應義塾大学法学部政治学科卒業と同時に東洋レーヨン（現・東レ）に入社する。滋賀工場勤務を経て東京本社勤務。社業を終えた後に母校の体育館で練習を続けながらの競技生活を送る。
1960年ローマオリンピックでは初の団体総合優勝に貢献、鉄棒で連覇のほかに跳馬でも金メダルを獲得し、日本の男子体操黄金時代の礎を築いた。一方、個人総合ではメルボルン大会は平行棒、ゆかの着地で失敗しヴィクトル・チュカリンに、ローマ大会はボリス・シャハリンと、いずれもソビエト連邦の選手に0.05点の僅差で敗れ、金メダルに手が届かなかった（日本選手の個人総合優勝は、東京大会で秋田県出身の後輩・遠藤幸雄が実現することになる）。
1964年の東京オリンピックでは日本選手団主将に指名され、開会式では選手宣誓を務めた。すでに選手としてはピークを過ぎており、本番では大会前に痛めた肩に麻酔の注射を打って演技に臨んだが個人でのメダル獲得はならず、団体総合の一員としてのみ金メダルを授与された。
小野は日本のオリンピック選手としては初めて夏季大会に4大会連続で代表に選ばれて出場した選手である。出場したすべての大会でメダルを獲得しており、夏季大会4大会連続メダルは谷亮子が更新するまでは日本人最多であった（男子では最多）。また、獲得したメダルの総数13個は、加藤沢男（日本人最多金メダリスト）らを抑えて日本人最多となっている。一時期、学校法人二階堂学園の常務理事を務めた。1998年に国際体操殿堂入り。2005年11月、旭日中綬章受章。2011年10月1日、東京都名誉都民に顕彰。現在は日本マレットゴルフ協会会長。日本スポーツクラブ協会元相談役。2016年、文化功労者に選出される。
妻の清子（旧姓：大泉）（2021年に死別）とは1952年の国民体育大会で知り合った。清子にオリンピック出場できる素質を感じた小野は指導をするうちに恋が芽生え、2人は1958年に結婚しており、ローマオリンピック、東京オリンピックで夫婦共に日本代表として出場、東京オリンピックでは夫婦揃ってメダリストとなった。2人の間には息子2人、娘3人が生まれた。

## 成績
- 1952年 全日本選手権 個人総合優勝

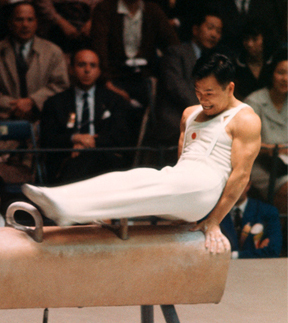
1964年撮影

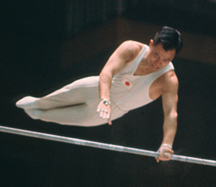
1964年撮影

- 1952年7月 ヘルシンキオリンピック（フィンランド）　跳馬銅メダル、団体総合5位、徒手4位
- 1953年 全日本選手権 個人総合優勝
- 1954年 全日本選手権 あん馬優勝
- 1954年 世界選手権（ローマ）団体総合銀メダル、個人総合10位
- 1955年 全日本選手権 つり輪、鉄棒優勝
- 1956年 全日本選手権 個人総合、あん馬、つり輪、跳馬、平行棒、鉄棒優勝
- 1956年6月 メルボルンオリンピック（オーストラリア） 鉄棒金メダル、団体総合、個人総合、あん馬銀メダル、平行棒銅メダル、つり輪5位
- 1957年 全日本選手権 個人総合、鉄棒優勝
- 1958年 全日本選手権 個人総合、徒手、あん馬、跳馬、鉄棒優勝
- 1958年 世界選手権（モスクワ）団体総合、個人総合、ゆか、平行棒銀メダル、跳馬銅メダル
- 1959年 全日本選手権 個人総合、あん馬、跳馬、平行棒、鉄棒優勝
- 1960年 全日本選手権 個人総合、跳馬、平行棒、鉄棒優勝
- 1960年 ローマオリンピック（イタリア） 団体総合、鉄棒、跳馬金メダル、個人総合銀メダル、平行棒、つり輪銅メダル、ゆか4位、あん馬6位
- 1961年 全日本選手権 平行棒、鉄棒優勝
- 1962年 全日本選手権 あん馬優勝
- 1962年 世界選手権（プラハ） 団体総合、鉄棒金メダル、個人総合4位、ゆか、跳馬、平行棒5位
- 1963年 全日本選手権 鉄棒優勝
- 1964年10月 東京オリンピック 団体総合金メダル、個人総合11位、鉄棒6位